# مایکروسافت پوینتس
مایکروسافت پوینتس (به انگلیسی: Microsoft Points) که در نوامبر ۲۰۰۵ با نام ایکس‌باکس لایو پوینتس معرفی شد، یک ارز دیجیتال بود که توسط مایکروسافت برای استفاده در محصولات ایکس‌باکس و زون منتشر شد. از امتیازها برای خرید بازی‌های ویدیویی و محتوای قابل دانلود آنها و موارد دیگر استفاده می‌شد.
در سال ۲۰۱۳، مایکروسافت این ارز را حذف کرد.